# Darkwatch
Darkwatch (також відома як Darkwatch: Curse of the West) — відеогра 2005 року в жанрі шутера від першої особи для PlayStation 2 та Xbox. Гра була створена студією High Moon Studios та видана Capcom у Сполучених Штатах і Ubisoft у Європі та Австралії.
Гра поєднує в собі жанри вестерну, горор-панку та стімпанк, розповідаючи історію Джерико Кросса, бандита-стрільця з американського Дикого Заходу кінця 19 століття, який був перетворений на вампіра і примусово завербований таємною організацією, що полює на монстрів, для боротьби з надприродними силами.
Darkwatch отримав загалом позитивні відгуки критиків, які особливо відзначили його відносно унікальну атмосферу вестерну жахів та художні достоїнства. Гра супроводжувалася масштабною рекламною кампанією і мала стати першою частиною нової медіафраншизи, але її продовження було скасовано в 2007 році, а екранізація залишається в стадії розробки.

## Ігровий процес
Darkwatch має систему репутації, яка впливає на здібності гравця, на додаток до початкових нейтральних вампірських сил персонажа гравця Джерико: «Кривавий щит» (регенераційне силове поле), «Вампірський стрибок» (подвійний стрибок, який можна перервати в будь-який момент) і «Криваве бачення» (система теплового бачення, що виділяє ворогів і об'єкти, яка також діє як зум). Протягом гри Джеріко зустрічається з кількома варіантами вибору між добром та злом, що дозволяє гравцеві вибирати мораль, яка нагороджує Джеріко новими силами, що називаються «Брендами», залежно від зробленого ним вибору. Хороші сили шляху — це «Срібна куля» (змушує зброю гравця завдавати більше шкоди), «Страх» (збиває з пантелику дрібних ворогів), «Містична броня» (додаткова система щитів) та «Мерник» (блискавки знищують усіх ворогів поблизу). Злі сили — це «Кривава шаленство» (надає імунітет до пошкоджень та надзвичайно потужних атак ближнього бою), «Поворот» (перетворення немертвих ворогів на союзників), «Чорний саван» (крадіжка життєвої сили у ворогів поблизу) та «Викрадач душ» (знищення ворогів поблизу та крадіжка їхніх душ). Здібності можна активувати протягом обмеженого часу, коли шкала крові HUD, яка підживлюється шляхом збору душ убитих ворогів, повністю заповнена. Здоров'я Єрихона також відновлюється шляхом збирання душ.
У денний час сили Джерико зникають, тому він змушений битися як звичайна людина, використовуючи різноманітну зброю: від стандартного 24-зарядного пістолета Redeemer Darkwatch до арбалета, що стріляє вибуховими стрілами, і ракетниці, а також рукопашний бій. У деяких місіях Джеріко може керувати транспортним засобом «Койот Стімвагон», оснащеним кулеметом Гатлінга, використання його або коня змінює перспективу на вид від третьої особи. Під час стрілялок по залізниці з верховою їздою Джеріко отримує необмежену кількість боєприпасів та високу швидкість атаки, але може використовувати лише здібність «Викупителя» (англ. Redeemer).

### Багатокористувацький режим
Версія для Xbox має конкурентний багатокористувацький режим для 16 гравців онлайн, хоча системне з'єднання неможливе. Хоча підтримка Xbox Live для оригінальної Xbox закінчилася в 2010 році, Darkwatch можна грати онлайн на замісних серверах Xbox під назвою Insignia. Версія для PlayStation 2 не пропонує жодного онлайн-підключення, а змагальний багатокористувацький режим обмежений двома гравцями (або чотирма гравцями при використанні додаткового пристрою Multitap) через розділений екран. У багатокористувацьких матчах гравці можуть отримати сили «Срібна куля», «Містичні обладунки» та «Кривава шаленство» як плаваючі бонуси, які активуються миттєво. Режим історії гри також доступний для кооперативної гри на розділеному екрані на PlayStation 2, чого не було у версії для Xbox. У кооперативному режимі обидва гравці грають за рядових Регуляторів Темної Варти, але катсцени, розроблені для одиночного режиму та з Джеріко Кроссом як головним героєм, залишилися незмінними, що спричиняє низку очевидних помилок безперервності.

## Сюжет

### Історія
Історія гри (розповідь Пітера Джейсона) розповідає про пригоди колишнього ветерана Громадянської війни в Америці та розшукуваного злочинця на ім'я Джеріко Кросс, а також про його службу в стародавньому ордені полювання на вампірів, відомому як Темна Варта. Ненавмисно випустивши на волю найбільшого ворога Darkwatch, вампіра на ім'я Лазарус Малькот, Джерико був зарахований до Darkwatch як елітний агент. Однак Джерико повільно перетворюється на вампіра, оскільки його вкусив Лазарус. У грі розповідається про боротьбу Джерико за людство або його сходження в темряву, залежно від дій гравця. Darkwatch — це стародавня організація, заснована століття тому римлянином на ім'я Лазарус Малькот для боротьби з темними силами, які були відповідальні за занепад Римської імперії. Однак у пошуках більш потужних засобів боротьби з темними силами Лазарус спробував використати силу темних сил проти них самих, в результаті чого він був одержимий демоном і перетворився на володаря вампірів.
Гра починається на території Аризони в 1876 році Джерико намагається пограбувати поїзд Darkwatch, як свою останню роботу, щоб нарешті піти з кримінального життя, яке полягає в транспортуванні захопленого Лазаря Малькота до цитаделі Darkwatch, часто згадуваного та часто відвідуваного місця в грі. Його дії ненавмисно випускають Лазаря на Захід. У вигляді милосердя Лазарус кусає Джерико і накладає на нього прокляття вампіра, через що той повільно перетворюється на вампіра. Гра продовжується з появою агента Darkwatch Келсі Шарп, а також Шейда, неживого коня Джерико, якого він годував і який перетворився на скаженого після укусу Лазаруса.
У міру проходження гри Джерико нарешті добирається до цитаделі Darkwatch, де зустрічається з генералом Клеєм Картрайтом, нинішнім лідером ордену. Картрайт піддає його випробуванню «Лабіринтом тортур» — ініціаційним вправам Darkwatch, розробленим як тест для регуляторів Darkwatch, але Джерико отримує спеціальну версію, спеціально розроблену Картрайтом, щоб вбити його. Коли Джерико все-таки проходить випробування, він починає виконувати завдання для Darkwatch. Завдання включають в себе, як усунення деяких збитків, які він заподіяв, так і придбання обладнання Darkwatch, наприклад Darklight Prism — що являє собою камінь, який дозволяє вампірам, що знаходяться поблизу, використовувати свої сили та ходити під сонячним світлом. У деяких своїх місіях Джерико супроводжують інші сили Darkwatch, включаючи його нову напарницю — жорстоку спокусницю на ім'я Тала. Зрештою, під час їхньої ночі пристрасті, Тала спокушає його вкусити її і успадковує частину його сили, перетворюючись на напіввампіра, схожого на нього. Потім вона зраджує Darkwatch зсередини, дозволяючи полчищам нежиті вторгнутися до її штаб-квартири.
Настає фінальна сутичка з Лазарем, в якій Джерико виходить переможцем, і йому дається вибір: приєднатися до Келсі або Тали. Джерико або позбавляє Захід від прокляття Лазаря, або сам стає прокляттям; вибір гравця визначає, як закінчиться гра. Якщо персонаж вибере хороший варіант, то фінальна битва відбудеться проти вампіра Тали; якщо гравець вирішить взяти прокляття Лазаря на себе, то йому доведеться битися з привидом Келсі. Фінальна битва відбувається в ритуальному місці, яке Лазар побудував, щоб викликати потужне закляття і захопити світ. Поганий фінал показує, як тепер монструозний Джерико вбиває Талу і їде в ніч, а хороший фінал показує, як душа Келсі звільняється.

## Розвиток

### Концепція
Розробка гри розпочалася влітку 2002 року, коли перша внутрішня команда розробників Sammy Studios, неофіційно названа «Команда 1», вирішила «привнести освіжаючу тему в жанр, пронизаний стереотипними науковою фантастикою, фентезі та військовою тематикою», ідею, яку невдовзі схвалив президент Sammy Corporation — Хаджіме Сатомі. Оригінальна концепція гри не була дуже похмурою, а вампіри «більше нагадували мультяшний персонаж». У ранніх версіях проєкту гра «більше нагадувала щось із Pixar», а її головним героєм мав бути Чез Бартлетт, «дещо незграбний комічний персонаж», якого описували як «східного чувака, який був картковим шахраєм», подібного до Брета Маверіка.
Провідний дизайнер і сценарист гри Пол О'Коннор сказав, що оригінальною «високою концепцією» Darkwatch було "Зустріч Blade та Men in Black на Дикому Заході ", але "за два роки розробки гра розвинулася в інших напрямках і набула власного життя. Гра набагато темніша за Blade, і ми повністю втратили іронічне відчуття " Людей у чорному ". Він додав, що це "схиляється до сторони Армії Темряви, хоча й без фарсу " та "з доступністю " У пошуках втраченого ковчега ". Поворотним моментом для надання набагато темнішого та зрілішого тону стала фінальна версія дизайну персонажів Джеріко. Спочатку Тала також мала бути ігровим персонажем, але маркетинговий відділ студії «не думав, що це спрацює».

### Виробництво
Гру було розроблено паралельно для PlayStation 2 та Xbox, а версія для ПК спочатку описувалася як «можлива». Креативний директор Еммануель Вальдес сказав, що "ми дуже довго обговорювали, чи випускати його для GameCube ", перш ніж вирішити, що «на ринку GameCube зараз їх просто небагато». Також були плани портувати гру для PlayStation Portable. Ігровий рушій для Darkwatch використовує проміжні движки RenderWare, Havok та Quazal, тоді як Autodesk MotionBuilder використовувався для створення анімації персонажів та захоплення руху.
Гру було "навмисно розроблено як щось середнє між Halo та Silverado ". О'Коннор сказав, що Halo, «звичайно», була натхненням, порівнюючи Darkwatch з жахливими аспектами Halo, а старший дизайнер Брент Дісброу сказав, що очікує, що вона "стане нарівні з такими іграми, як Halo 2 ". Серед інших натхненників відеоігор, про які розповідали О'Коннор та Вальдес, були Half-Life, Medal of Honor, Metroid Prime та TimeSplitters. Провідний дизайнер рівнів Метт Тігер сказав, що створення одного з босів гри було «натхненним усіма веселощами», які він отримав, граючи в серію 2D-шутерів Metal Slug з її «божевільними босами». О'Коннор сказав, що система репутації в грі була натхненна контрастом між постатями Дикого Заходу, такими як Біллі Кід, та такими, як Ваятт Ерп, які «обидва були страшними стрільцями, але один був психопатичним убивцею, а інший — хорошим хлопцем/правоохоронцем».
Розробники ліцензували головну музику Енніо Морріконе з фільму «Хороший, поганий, злий», яку реміксували, щоб вона відповідала атмосфері жахів гри. Решта музики у саундтреку є повністю оригінальною, її співавторами були Майк Рейган, ветеран композиторської майстерності у сфері кіно та ігор, та Асдру Сьєрра, фронтмен інді-гурту Ozomatli, лауреата премії «Латинський Греммі». Він сказав: «Наша мета — допомогти глядачам познайомитися з суперечливим персонажем, який чергує моменти провидіння та помилок, і досягти цього за допомогою музичного супроводу кінематографічного масштабу». Анімацію заголовної послідовності гри створив Кайл Купер, використовуючи колаж із комп'ютерної графіки та кадрів з живими діями.
Darkwatch було офіційно представлено 12 січня 2004 року, анонс супроводжувався показом багатокористувацького режиму Deathmatch, а вихід спочатку був запланований на четвертий квартал 2004 року. У певний момент гра залишалася в підвішеному стані протягом кількох місяців, до травня 2005 року, коли High Moon Studios, на той час повністю незалежна компанія-розробник, знайшла видавця в особі Capcom.

## Реліз
Darkwatch, описаний як «флагманський продукт» High Moon, була випущена Capcom у Північній Америці 16 серпня 2005 року, а Ubisoft — в Австралії та Європі 6 та 7 жовтня відповідно.

### Просування
У 2004 році Семмі запустив darkwatch.org, офіційний веб-сайт спільноти шанувальників, який дозволяє фанатам заробляти очки для отримання призів, виконуючи різні завдання та просуваючи гру. Інтерактивну демоверсію гри Darkwatch було показано на E3 2005 у спеціально побудованому театрі в стилі готичної архітектури, який отримав назву «осплющена церква». Трейлер гри, створений Brain Zoo Studios, був номінований на премію Golden Trailer Awards та отримав дві премії Aurora Awards у категоріях «Найкраще шоу: Використання анімації» та «Найкраще шоу: Розваги».
У серпні 2005 року Capcom розпочала масштабну маркетингову кампанію на підтримку майбутнього релізу. Вона включала в себе широку маркетингову програму на телеканалах США, рекламу в друкованих виданнях, зокрема в провідних журналах про відеоігри та чоловічих журналах, рекламні радіопередачі на альтернативних рок-станціях на основних ринках, а також кампанії з попереднього замовлення та купівлі в точках продажу. Музичний кліп гурту Darkwatch на пісню «Predictable» гурту Good Charlotte також був представлений у відеомодах MTV2.
Значна частина рекламної кампанії гри була заснована на використанні сексуальної привабливості її жіночих персонажів. У жовтні 2004 року фотографія Тали, на якій «у волоссі лише пір'їнка» була опублікована на розвороті першого спеціального видання Playboy, в якому були представлені провокаційні персонажі відеоігор, а також була опублікована стаття «Ігри дорослішають». Ще кілька оголених фотографій з нею та Кессіді з'явилися в серії Playboy «Girls of Gaming» у жовтні 2005 та знову у грудні 2007 року Кілька цензурованих ескізів Тали з оголеними грудьми були опубліковані разом із фальшивим інтерв'ю в ексклюзивній онлайн-галереї IGN, а фотографія пін-ап дівчини була представлена в журналі Hotlist від IGN у червні 2006 року.

## Інші медіа

### Саундтрек і книга
«The Art of Darkwatch»- 176-сторінковий артбук до гри, був опублікований у серпні 2005 року видавництвом Design Studio Press.
Оригінальний саундтрек до гри Darkwatch, що складається з 30 треків, був випущений у листопаді 2006 року компанією Sierra Entertainment.

### Комікс
Комікс під назвою «Невинність», опублікований у липневому випуску журналу Heavy Metal за 2005 рік, слугує безпосереднім приквелом та розширеним вступом до гри. Дія відбувається на території Небраски. Історія розповідає про колишніх партнерів, які об'єднуються для виконання місії з захоплення гробниці Лазаря, стародавнього володаря вампірів і засновника Darkwatch. По дорозі вони звільняють Джерико під час нальоту на в'язницю. «Кас» не приховує своєї неприязні до Тали, але Тала вбиває батька Кассіді, який перетворився на вампіра, рятуючи їй життя. Комікс був написаний дизайнерами гри Ульмом і О'Коннором, а ілюстрації створили Філіп Тан і Брайан Хаберлін. Обкладинку цього випуску, що здобула нагороди створили Аарон Хабібіпур та Серхіо Паес.

## Рецепція
| Агрегатор    | Оцінка                     |
| ------------ | -------------------------- |
| GameRankings | 77.53% (Xbox) 76.10% (PS2) |
| Metacritic   | 75/100 (Xbox) 74/100 (PS2) |

| Видання                      | Оцінка |
| ---------------------------- | ------ |
| Eurogamer                    | 5/10   |
| G4                           | [ 50 ] |
| Game Informer                | 8.5/10 |
| GamePro                      | 8/10   |
| GameRevolution               | B−     |
| GameSpot                     | 7.9/10 |
| GameSpy                      | [ 55 ] |
| GameTrailers                 | 7.6/10 |
| GameZone                     | 8/10   |
| IGN                          | 7.9/10 |
| Official Xbox Magazine (США) | 8/10   |
| PALGN                        | 6.5/10 |
| TeamXbox                     | 8.3/10 |

Після виходу Darkwatch отримав в цілому схвальні відгуки від більшості ігрових ЗМІ. За даними сайту-агрегатора оглядів GameTab, версія для PlayStation 2 отримала середню оцінку 82 % від ігрової преси, а версія для Xbox — 85 %. Він також отримав кілька нагород за художнє керівництво та візуальний дизайн, включаючи п'ять премій Davey Awards та премію Telly Award.
Гра була оцінена в 7,9/10 («Добре») від Боба Колайко з GameSpot («Якщо ви шукаєте інтенсивний шутер, Darkwatch не розчарує»), так і від Джеремі Данхема з IGN. Згідно з оглядом Cheat Code Central, «практично всі аспекти Darkwatch є крутими. Круті локації, крута зброя, круті персонажі, і хоча ігровий процес не є унікальним, це безперечно одна з найкращих шутерів від першої особи на Xbox і PS2. Одне лише управління варте своєї ціни». Джон Скальцо з Gaming Target написав, що «для тих, хто шукає щось незвичайне в жанрі FPS, Darkwatch — це саме та гра». Рецензент у GamePro написав, що Darkwatch «поєднує своє західне коріння з готичним жахом та естетикою стімпанку, і результати є унікально захопливими», додавши, що якби деякі «крутіші» концепції гри «були досліджені далі, подовжуючи процес гри, Darkwatch могла б посперечатися з найкращими іграми жанру». Офіційний журнал Xbox назвав гру «міцною та надійним бластером, яка приносить масу задоволення. Неймовірно допомогли чудові Blood Powers та найкращий багатокористувацький режим».
Кілька оглядів високо оцінили сюжет гри. Девід Чепмен із GameSpy назвав її «справді надзвичайним досвідом. І хоча сама гра, можливо, не відкрила нових горизонтів, світ, який вона представляє, з лишком це компенсує. Гравці будуть прагнути ще більше». Згідно з Game Informer, «з точки зору якості ігрового процесу, це може бути ще один шутер середнього рівня, але унікальна передумова виділяє його серед усіх інших». Грег Беміс з G4TV писав, що найбільшою принадою Darkwatch є «досить різноманітний» сеттинг, який «час від часу повертається до втомлених кліше відеоігор, таких як пишногруді, одягнені в шкіру дівчата, які говорять агресивними сексуально натяками та подвійним змістом, але приємно бачити щось — будь-що — що трохи відхиляється від второваних стежок». Вілл Джейсон Гілл з GameShark написав, що «найгостріша критика, яку можна висунути на адресу Darkwatch, полягає в тому, що вона насправді не додає нічого оригінального в ігровий процес. Окрім надзвичайно добре виконаного вестерн-/жахливого оточення, Darkwatch — це досить типова гра від першої особи від першої особи зі слабшим багатокористувацьким режимом». З іншого боку, деякі огляди вважали, що ігровий процес насправді був найсильнішою частиною гри. Офіційний журнал PlayStation 2 у Великій Британії зазначив, що Darkwatch «має кілька чудових ідей, але підкорює нас завдяки добре виконаній стрільбі. Швидкий темп із крутою зброєю, що може не подобатися?» Майк Девід з GameZone написав, що лише «слабкий темп сюжету та відчуття, що чогось бракує», завадили грі отримати оцінку 9/10.
Однак деякі відгуки були більш негативними. Джеремі Ястрзаб з PALGN висловив думку, що «Darkwatch дає вампірів, нежить, ковбоїв та безліч куль для стрільби. Але це все. В іншому випадку Darkwatch — це досить стандартна гра, варта прокату». Мартін Коксалл з Eurogamer назвав його «універсальним і швидко набридливим шутером із штучною передумовою, яка, на жаль, ніяк не підвищує його рівень».
Згідно з ретроспективною статтею GamesRadar від 2009 року, «хоча Darkwatch не привніс багато інновацій у геймплей, це була солідна стрілялка з зручним управлінням. Її справжня сила полягала в унікальній атмосфері жахів/вестерну та дивному виборі готичних неживих персонажів і ворогів». У 2010 році Мікель Рапараз із GamesRadar поставив Darkwatch на шосте місце в списку семи найдивніших вестернів, зазначивши, що «готичні атрибути прикривають досить крутий шутер, натхненний Halo». У статті 2012 року про історію відеоігор у стилі стімпанк Майк Махарді з Game Informer написав, що «хоча Darkwatch не є широко відомим шутером, він здобув культову популярність завдяки своєму унікальному сюжету та незвичайному сеттингу». Того ж року Роберт Воркман з Comic Book Resources назвав Darkwatch «фантастичною ігрою, шутером від першої особи з прекрасною, моторошною атмосферою та чудовим ігровим процесом». У 2013 році видання Metro включила її до списку «ігор, які не отримали належної любові». Марк Л. Басслер з Classic Game Room у ретро-відеоогляді зазначив, що серед багатьох шутерів для PlayStation 2 «мало які такі ж цікаві, як цей», додавши, що Darkwatch має бути «у вашій колекції» поряд з Red Faction і TimeSplitters. FEARNET включив її до п'яти своїх улюблених ігор про вампірів у 2014 році.

## Спадщина

### Скасований сиквел
Darkwatch мала стати першою із серії ігор, дія яких відбуватиметься в різні часові періоди, включаючи Стародавній Рим, епоху хрестових походів та Другу світову війну. О'Коннор сказав, що вони хотіли «розповісти не лише історію Джеріко-Крос, але й Темної Варти як організації, від її витоків у римські часи до її остаточної долі в майбутньому Землі». Darkwatch 2 розроблялася High Moon Studios для PlayStation 3 та Xbox 360 між 2005 і 2007 роками, а її технічні демонстраційні ігрові кадри (засновані на оригінальній грі) були показані на конференції розробників ігор 2006 року. Після скасування гри, студія відмовилася від подальших спроб створити власну інтелектуальну власність і натомість зосередилася на розробці ліцензованих ігор, таких як «Трансформери» та «Дедпул».
У 2009 році GamesRadar поставив Darkwatch на 22-ге місце серед «ігр з невикористаним потенціалом франшизи», додавши, що продовження могло б покращити надприродні здібності оригінальної гри та її «анемічний» багатокористувацький режим і «змусити її сяяти». Марк Басслер з Classic Game Room висловив жаль з приводу того, що так багато поганих ігор отримали продовження, на відміну від Darkwatch.

### Кінопроект
У 2006 році Роджер Авері, який написав сценарій для екранізації серії відеоігор Silent Hill, «нещодавно отримав пропозицію працювати над сценарієм фільму Darkwatch, заснованого на вестерні про вампірів від Capcom, фанатом якого він є, але його графік завадив цьому». У 2011 році повідомлялося, що Глен Морган та Джеймс Вонг, сценаристи/режисери/продюсери фільмів «Секретні матеріали» та серії фільмів «Пункт призначення», «розробили презентацію на основі сюжету та екшн-сцен гри та наразі пишуть сценарій», але фільм так і не було реалізовано